# Денгоф, Ян Казимир
Ян Казимир Денгоф (пол. Jan Kazimierz Denhoff; 8 июня 1649, Варшава, Речь Посполитая — 20 июня 1697, Рим, Папская область) — польский кардинал и государственный деятель Речи Посполитой. Автор нескольких богословских трудов. Епископ Чезены с 10 ноября 1687 по 2 июня 1697. Камерленго Священной Коллегии кардиналов с 10 января 1695 по 2 января 1696. Кардинал-священник со 2 сентября 1686, с титулом церкви Сан-Джованни-а-Порта-Латина с 30 сентября 1686 по 20 июня 1697.		

## Биография

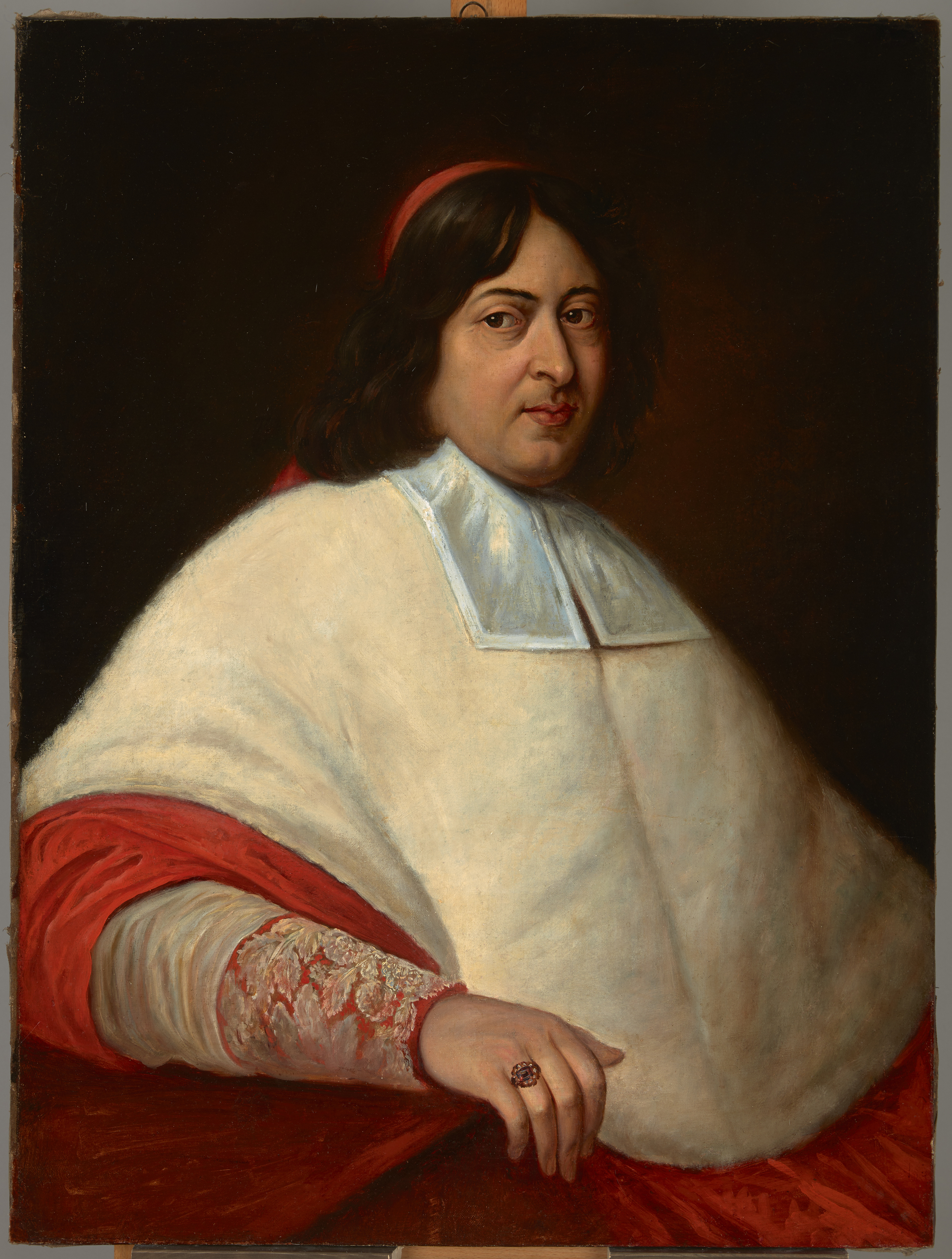
Портрет кардинала Яна Казимира Денхоффа, 1694 г., Национальный музей в Кракове

Представитель польского магнатского рода Денгофов герба «Вепрь». Сын подкомория великого коронного Теодора Денгофа (ум. 1684) и Катаржины Франциски фон Бессен (ум. после 1673). Его крестным отцом стал кардинал и будущий польский король Ян Казимир Ваза.
Ян Казимир Денгоф получил образование в иезуитском коллегиуме в Решеле и Пултуске. Закончил иезуитский коллегиум в Варшаве. Занимал должности аббата могильского (1666), декана плоцкого, каноника варшавского и краковского. В 1670-1674 годах изучал теологию и каноническое право во Франции. В 1674 году отправился в Рим.
При Яне III Собеском Ян Казимир Денгоф представлял интересы Речи Посполитой в Ватикане. В 1683 году после Венской битвы от имени польского короля Яна Собеского преподнес папе римскому Иннокентию XI захваченное турецкое знамя пророка Мухаммеда, которое было выставлено в Собор Святого Иоанна Крестителя на Латеранском холме, а также другие трофеи.
В сентябре 1686 года Ян Казимир Денгоф получил от папы римского сан кардинала, а в ноябре 1687 года был назначен епископом чезенским в Италии. В 1695-1696 годах был Камерленго Коллегии кардиналов. В конце жизни отказался от руководства чезенским епископством.
В июне 1697 года 48-летний кардинал Ян Казимир Денгоф скончался в Риме.